# Люди как мы
«Люди как мы» (англ. People Like Us) — драматический фильм Алекса Куртцмана, его режиссёрский дебют, по сценарию Куртцмана, Джоди Ламберт и Роберто Орси. В главных ролях Крис Пайн, Оливия Уайлд, Элизабет Бэнкс, Мишель Пфайффер, Марк Дюпласс и Джон Фавро. Премьера в США состоялась 29 июня 2012 года.

## Сюжет
Молодой фасилитатор (Крис Пайн), испытывающий сложности в карьере, узнаёт о смерти отца, однако появляется в доме родителей только после похорон, якобы случайно опоздав на нужный рейс. В наследство Сэму достаётся коллекция винилов и сумка со 150 000 долларов с просьбой передать их некому Джошу Дэвису, который оказывается его племянником — сыном 30-летней сестры Фрэнки (Элизабет Бэнкс). Создаётся впечатление, что отец решил поиздеваться над ним напоследок. Чтобы решить, исполнять ли последнюю волю отца, герой Пайна входит в жизнь неполной семьи сестры, представившись посторонним человеком и чем дальше развиваются их отношения, тем сложнее становится признаться в том, кем он является на самом деле.

## В ролях
- Крис Пайн — Сэм[4]
- Оливия Уайлд — Ханна[5]
- Элизабет Бэнкс — Фрэнки[6]
- Мишель Пфайффер — Лиллиан[7]
- Марк Дюпласс — Тед[8]
- Джон Фавро — Ричардс[9]
- Майкл Холл Д'Аддарио — Джош
- Филип Бейкер Холл — Айк Рафферти